# هوراس جاي مورس
هوراس جاي مورس (بالإنجليزية: Horace J. Morse)‏ هو عسكري أمريكي، ولد في 30 ديسمبر 1838، وتوفي في 18 مارس 1931 في بروكلين في الولايات المتحدة.